# 馬納拉潘鎮區 (新澤西州)
馬納拉潘鎮區（英語：Manalapan Township）是位於美國新澤西州蒙茅斯縣的一個鎮區。

## 地方資料
馬納拉潘鎮區的面積為79.99平方千米，當中陸地面積為79.30平方千米，而水域面積為0.60平方千米。根據2020年美國人口普查的數據，當地共有人口40905人，而人口密度為每平方千米511.38人。